# Kruisboot

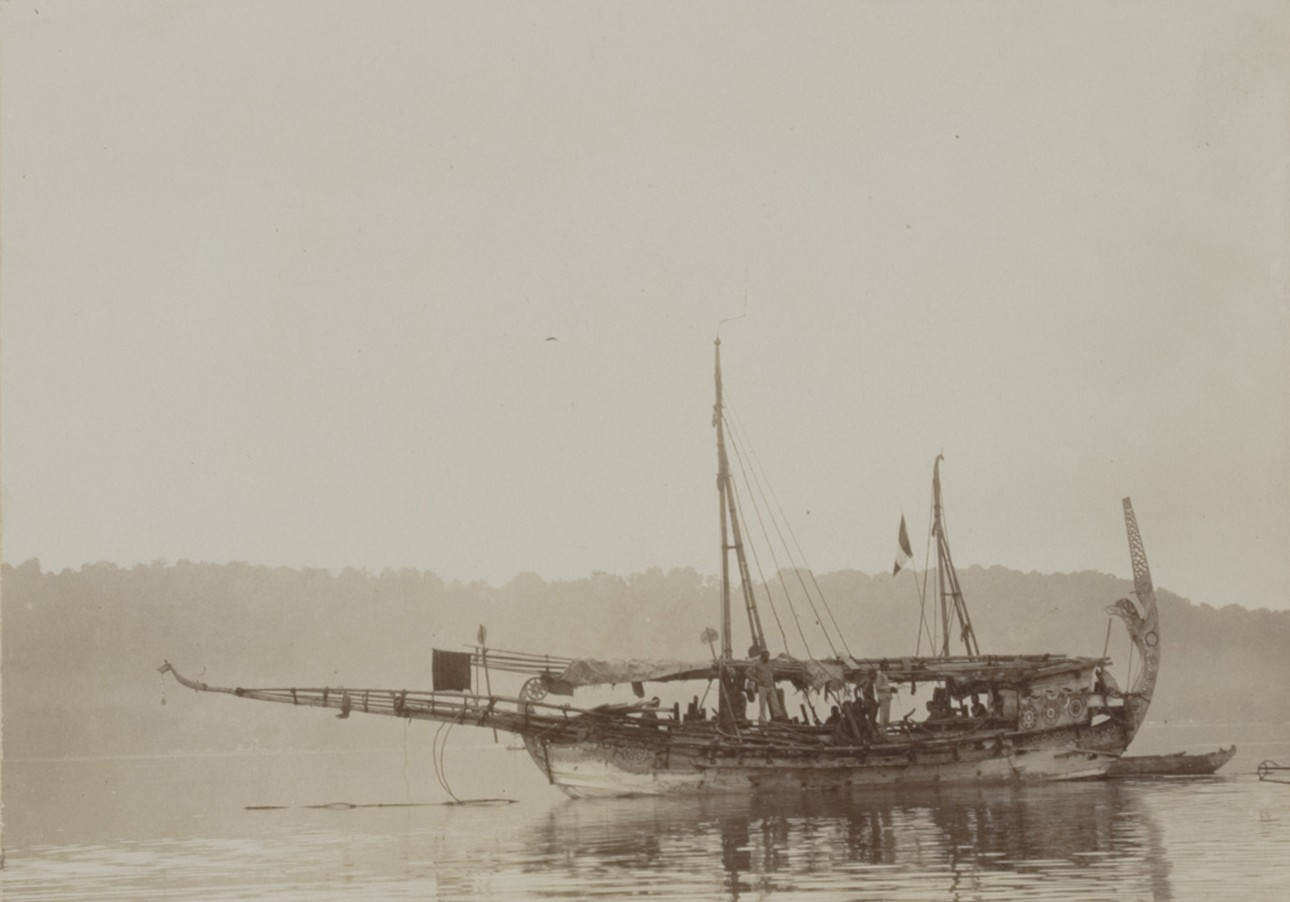
Kruisprauw bij de Banda-eilanden, 1899-1900

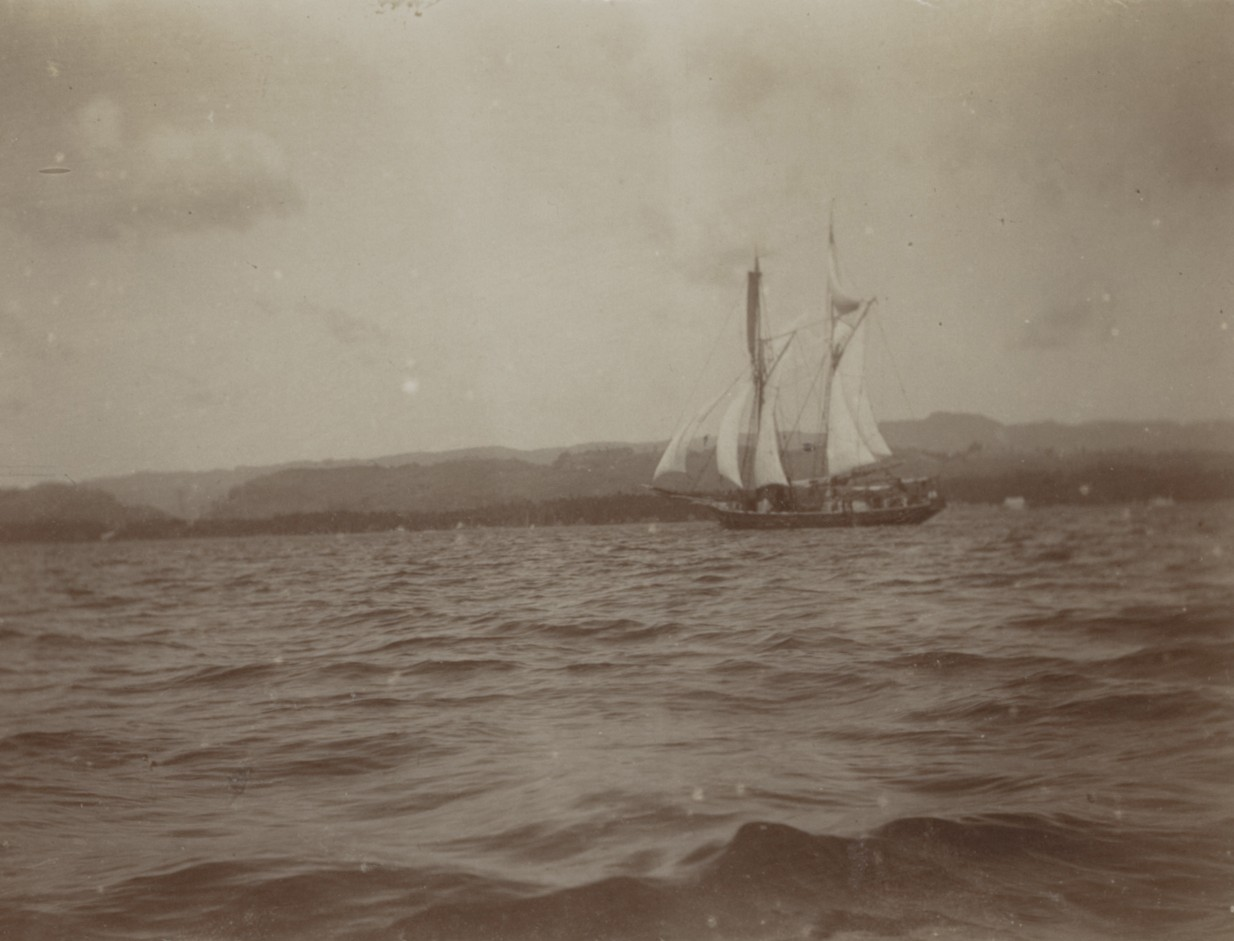
De grote kruisprauw van het regentschap Selayar, 1899-1900

Kruisboten of kruisprauwen waren zeilschepen in dienst van het gouvernement van Nederlands-Indië. In de negentiende eeuw waren ze belangrijk als  transport- en patrouillemiddel langs de kusten van de Indische archipel. Ze vormden een onderdeel van de zeemacht in Nederlands-Indië. De boten hadden geen naam maar een nummer.
De zeil- en roeischepen hadden een geheel Inlandse bemanning. De prauwen waren vaak hetzelfde uitgerust als de veelvuldig aan de Indische kusten opererende zeeroversschepen en vormden het belangrijkste middel in de strijd tegen zee- en strandroof.
Residenten en sommige Inlandse vorsten hadden aanvankelijk de verplichting een kruisboot te onderhouden. Later ontstond er een dienst gewapende kruisboten die ten slotte deel uit ging maken van de Gouvernementsmarine. De bemanning van een kruisboot bestond in 1821 uit een hoofd en tweeëntwintig matrozen. Ze waren voorzien van handwapens en er waren enkele stukken licht geschut aan boord. De boten deden ook dienst als vervoermiddel voor ambtenaren op dienstreis, daartoe was er een geriefelijk ingerichte ruime kajuit aanwezig. Kruisboten werden verder geregeld ingezet in het kader van de zogenoemde 'straftechniek' van het Nederlandsch-Indisch leger. De boten verleenden dan logistieke steun bij expedities ter tuchtiging van onwillige of opstandige onderdanen. In 1867 had de Gouvernementsmarine de beschikking over een vloot van 85 kruisboten die grotendeels verspreid over de hele eilandenarchipel gestationeerd waren. 